# Метсла (Ярвамаа)
Ме́тсла (эст. Metsla) — деревня в волости Ярва, уезда Ярвамаа, Эстония. 
До административной реформы местных самоуправлений Эстонии 2017 года деревня входила в состав волости Ярва-Яани.
Численность населения на 31 декабря 2011 года составляла 43 человека.